# Кјаноко
Кјаноко (итал. Chianocco) је насеље у Италији у округу Торино, региону Пијемонт.
Према процени из 2011. у насељу је живело 224 становника. Насеље се налази на надморској висини од 552 м.

## Становништво
| 1936. | 1951. | 1961. | 1971. | 1981. | 1991. | 2001. | 2011. |
| ----- | ----- | ----- | ----- | ----- | ----- | ----- | ----- |
| 1.498 | 1.427 | 1.371 | 1.269 | 1.493 | 1.501 | 1.690 | 1.700 |